# Alfonso Bauer Paiz
Alfonso Bauer Paiz (Ciudad de Guatemala, 29 de abril de 1918 - Ciudad de Guatemala, 10 de julio de 2011) fue un abogado y activista político guatemalteco, conocido por participar en la Revolución de 1944 y haber ocupado diversos cargos gubernamentales, académicos y políticos durante el siglo xx en Guatemala, Chile, Nicaragua y Cuba.

## Biografía

### Primeros años
Alfonso Bauer era hijo del periodista salvadoreño Carlos Bauer Avilés y de la guatemalteca Abigail Paiz. Sus primeros estudios los realizó en el Colegio Privado La Preparatoria; posteriormente estudió en la Facultad de Ciencias Jurídicas y Sociales de la Universidad Nacional en donde obtiene el título de abogado y notario.

### Revolución de 1944
Para la época de la Revolución de Octubre, contaba con 26 años y participó activamente en las movilizaciones sociales de entonces. Fue diputado del Congreso de la República de Guatemala durante los meses que duró en el mando la junta revolucionaria de gobierno integrada por Jorge Toriello Garrido, Jacobo Árbenz Guzmán y Arana.
Durante el gobierno del Dr. Juan José Arévalo Bermejo (1944-1951) se desempeñó como: 
- Subsecretario de Economía y Trabajo.
- Subjefe del Departamento de Fomento Cooperativo.
- Magistrado Coordinador de Trabajo.
- Ministro de Economía.
- Fundador de los tribunales del Trabajo ante la aprobación del Código de Trabajo en 1947.
- Miembro de las primeras Juntas Monetarias.
- Presidente del Colegio de Abogados de Guatemala en 1950-1951[1]

En los años del segundo gobierno de la revolución, el del coronel Jacobo Árbenz Guzmán, (1951-1954) tuvo los siguientes cargos: 
- Gerente General del Departamento de Fincas Nacionales.
- Gerente y Presidente del Banco Nacional Agrario[3]

### Amistad con Ernesto Guevara

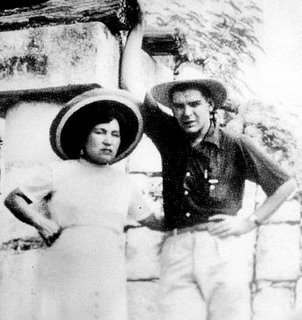
Hilda Gadea y Ernesto Che Guevara de luna de miel en Yucatán en 1955. Acababan de asilarse en México luego del golpe de Estado al gobierno del Presidente Árbenz en Guatemala en 1954.

Hacia el final del gobierno del coronel Árbenz conoció a Ernesto Guevara -quien luego sería conocido como el «Comandante Ché Guevara» de la Revolución Cubana- cuando éste llegó a Guatemala a principios de 1954 procedente de Perú y con una carta de recomendación de la primera esposa del argentino, Hilda Gadea. Guevara conoció a Alfonso Bauer cuando éste lo hospedó en su casa de habitación; Bauer no tenía mucho tiempo para atender a su visitante, pues estaba ocupado con sus tareas de gobierno y con la inminente intervención estadounidense en Guatemala; en las contadas ocasiones en que veía a Guevara, siempre lo encontraba leyendo.
Cuando se inició la invasión del Movimiento de Liberación Nacional, Guevara colaboró llevando y trayendo información tanto de la embajada de Argentina como de la embajada de México, esta última, donde estaban pidiendo asilo la mayoría de revolucionarios como el propio Bauer, Árbenz, y José Manuel Fortuny. Después de la contrarrevolución y posterior derrocamiento del presidente Arbenz en 1954 el nuevo gobierno guatemalteco no permitió la salida de los exiliados en la embajada de México por varias semanas; cuando por fin dejó salir a los exiliados en la embajada de México, Bauer nuevamente albergó a Guevara en la casa donde se encuentra junto con otros miembros del gobierno arbencista, entre ellos Carlos Gonzáles Orellana, Bauer fue testigo de cómo Guevara y Fidel Castro se conocieron México; contaba que él solamente miraba que entraba un hombre alto -Castro- y preguntaba por Ernesto, y salían los dos juntos.  Guevara no aparecía sino hasta varios días después. 
Años después, ya cuando la revolución había triunfado en Cuba, el ahora Comandante Che Guevara lo invitó a visitar la isla; cuando llegó a visitarlo Guevara a su hotel en La Habana le preguntó como andaban las cosas en Guatemala, a lo que Bauer contestó que ahora si tenían una buena organización y que habían formado un gran partido. Guevara le dijo: «¡Ay ustedes, los chapines; siempre pensando en partidos políticos! ¡HAGAN LA REVOLUCIÓN!»
Posteriormente Bauer Paiz trabajó en el ministerio que presidía Guevara, y también fundó el Colegio de Abogados Juristas de La Habana.

### Retorno a Guatemala
Luego de tres años en el exilio retornó a Guatemala de forma clandestina e interpuso un recurso de amparo ante la Corte Suprema de Justicia; luego se incorporó a actividades profesionales y fue catedrático en las Facultades de Ciencias Jurídicas y Sociales y de Ciencias Económicas de la Universidad de San Carlos de Guatemala.
Al ser miembro del Consejo Superior Universitario fue nombrado junto a otros dos profesionales -Oscar Adolfo Mijangos López y Julio Camey Herrera- para integrar una comisión que estudiara las concesiones ilegales de níquel que preparaba el gobierno del coronel Carlos Manuel Arana Osorio. Debido a esto el gobierno decide eliminar a los miembros de la comisión: en noviembre de 1970 Bauer fue víctima de un ataque armado y luego de cinco meses de recuperación en el hospital del Seguro Social tuvo que salir nuevamente al exilio. Los otros miembros de dicha comisión habían sido asesinados.

### Segundo exilio
En mayo de 1971, salió nuevamente al exilio; esta vez fue a Chile en donde fue asesor del presidente Salvador Allende.  Tras el derrocamiento de Allende en 1973, se trasladó a Cuba, en donde vivió entre 1973 y 1980 dedicándose a ser asesor laboral de empresas estatales y del Ministerio de Justicia. Es importante además, señalar que igual, que el presidente Salvador Allende de Chile, Alfonso Bauer había sido "iniciado" en la Francmasonería regular, siendo sus valores republicanos, progresistas y democráticos, un pilar moral de sus luchas populares y socialistas.
Durante la Revolución Sandinista de Nicaragua trabajo como asesor del Ministerio del Trabajo entre 1981 y 1988. En 1988 se traslada a sur de México en donde trabaja en los campos de refugiados guatemaltecos que se encontraban en Quintana Roo y Soconusco debido a la Guerra civil de Guatemala.

### Retorno a Guatemala
Alfonso Bauer regresó A Guatemala definitivamente en 1995 y en el periodo 2000-2004 se integró a la política como diputado por el partido Alianza Nueva Nación.

## Muerte
En sus últimos años laboraba en el Campus Central de la Universidad de San Carlos de Guatemala como investigador, y mejor investigador del año en dicha institución. Fiel a su ideología, apoyó a los estudiantes universitarios que exigían una verdadera autonomía universitaria, pero fue despedido por Consejo Superior Universitario; sin embargo, debido a la solidaridad nacional e internacional las autoridades de la Universidad se vieron obligadas a reinstalarlo.
Debido a estas intensas jornadas, su salud se resintió y en abril de 2011 fue hospitalizado en el IGSS debido a que había sufrido de falta de oxígeno al cerebro y su estado de salud se había complicado con neumonía hospitalaria, adquirida dentro del IGSS y altamente resistente a los antibióticos. Luego de casi tres meses hospitalizado, Alfonso Bauer Paiz murió el domingo 10 de julio de 2011 a los 93 años, a las 7:45 de la noche de un ataque cardíaco.

## Obra literaria
- Sombras y destellos de la Historia Patria
- Catalogación de leyes laborales de Guatemala
- ¿Cómo funciona el capital yanqui en Centroamérica?
- La Frutera ante la ley,
- Apuntes de un militante de la Revolución de Octubre
- Memorias de Alfonso Bauer Paiz